# Дейд (окръг, Джорджия)
Окръг Дейд (на английски: Dade County) е окръг в щата Джорджия, Съединени американски щати. Площта му е 451 km², а населението - 16 040 души. Административен център е град Трентън.